# Liste des circonscriptions législatives de l'Aisne
Le département français de l'Aisne est, sous la Cinquième République, constitué de cinq circonscriptions législatives, ce nombre étant stable depuis 1958. Leurs limites ont été redéfinies lors du redécoupage de 1986, mais n'ont pas été affectées par celui de 2010, en vigueur à compter des élections législatives de 2012.

## Présentation
Par ordonnance du 13 octobre 1958 relative à l'élection des députés à l'Assemblée nationale, le département de l'Aisne est constitué de cinq circonscriptions électorales.
Lors des élections législatives de 1986 qui se sont déroulées selon un mode de scrutin proportionnel à un seul tour par listes départementales, le nombre de cinq sièges de l'Aisne a été conservé.
Le retour à un mode de scrutin uninominal majoritaire à deux tours en vue des élections législatives suivantes, a maintenu ce nombre de cinq sièges,, selon un nouveau découpage électoral.
Le redécoupage des circonscriptions législatives réalisé en 2010 et entrant en application à compter des élections législatives de juin 2012, n'a modifié ni le nombre ni la répartition des cinq circonscriptions de l'Aisne.

## Composition des circonscriptions

### Composition des circonscriptions de 1876 à 1885 et de 1889 à 1919
À compter du découpage de 1875 et de celui de 1889, le département de l'Aisne comprend sept circonscriptions regroupant les cantons suivants :
- Circonscription de Château-Thierry : Charly, Château-Thierry, Condé-en-Brie, Fère-en-Tardenois, Neuilly.
- 1re circonscription de Laon : Craonne, Laon, Marle, Neufchâtel-sur-Aisne, Rozoy-sur-Serre, Sissonne.
- 2e circonscription de Laon : Anizy-le-Château, Chauny, Coucy-le-Château, Crécy, La Fère.
- 1re circonscription de Saint-Quentin : Saint-Quentin, Moy, Ribemont.
- 2e circonscription de Saint-Quentin : Bohain, Le Catelet, Saint-Simon, Vermand.
- Circonscription de Soissons : Braine, Oulchy, Soissons, Vailly-sur-Aisne, Vic-sur-Aisne, Villers-Cotterêts.
- Circonscription de Vervins : Aubenton, La Capelle, Guise, Hirson, Nouvion-en-Thiérache, Sains, Vervins, Wassigny.

### Composition des circonscriptions de 1928 à 1940
À compter du découpage de 1928, le département de l'Aisne comprend sept circonscriptions regroupant les cantons suivants :
- Circonscription de Château-Thierry : Charly, Château-Thierry, Condé-en-Brie, Fère-en-Tardenois, Neuilly.
- 1re circonscription de Laon : Craonne, Laon, Marle, Neufchâtel-sur-Aisne, Rozoy-sur-Serre, Sissonne.
- 2e circonscription de Laon : Anizy-le-Château, Chauny, Coucy-le-Château, Crécy, La Fère.
- 1re circonscription de Saint-Quentin : Saint-Quentin.
- 2e circonscription de Saint-Quentin : Le Catelet, Moy, Ribemont, Saint-Simon, Vermand.
- Circonscription de Soissons : Braine, Oulchy, Soissons, Vailly-sur-Aisne, Vic-sur-Aisne, Villers-Cotterêts.
- Circonscription de Vervins : Aubenton, Bohain, La Capelle, Guise, Hirson, Nouvion-en-Thiérache, Sains, Vervins, Wassigny.

### Composition des circonscriptions de 1958 à 1986
À compter du découpage de 1958, le département de l'Aisne comprend cinq circonscriptions regroupant les cantons suivants :
- 1re circonscription : Braine, Craonne, Laon, Marle, Neufchâtel-sur-Aisne, Rozoy-sur-Serre, Sissonne, Vailly-sur-Aisne.
- 2e circonscription : Bohain-en-Vermandois, Le Catelet, Moÿ-de-l'Aisne, Ribemont, Saint-Quentin, Vermand.
- 3e circonscription : Aubenton, La Capelle, Guise, Hirson, Nouvion-en-Thiérache, Sains-Richaumont, Vervins, Wassigny.
- 4e circonscription : Anizy-le-Château, Chauny, Coucy-le-Château-Auffrique, Crécy-sur-Serre, La Fère, Saint-Simon.
- 5e circonscription : Charly, Château-Thierry, Condé-en-Brie, Fère-en-Tardenois, Neuilly-Saint-Front, Oulchy-le-Château, Soissons, Vic-sur-Aisne, Villers-Cotterêts

Le décret du 23 juillet 1973 créent huit nouveaux cantons, mais elle ne modifient pas les limites des circonscriptions. Le canton de Laon est divisé en Laon-Nord et Laon-Sud, celui de Saint-Quentin est divisé en Saint-Quentin-Centre, le Saint-Quentin-Sud et Saint-Quentin-Nord, celui de Soissons en Soissons-Sud et Soissons-Nord, enfin le canton de Tergnier est créé par division du canton de La Fère.

### Composition des circonscriptions depuis 1988
À compter du découpage de novembre 1986 appliqué pour la première fois lors des législatives de 1988, le département de l'Aisne comprend cinq circonscriptions regroupant les cantons suivants :
- 1re circonscription : Anizy-le-Château, Craonne, Crécy-sur-Serre, La Fère, Laon-Nord, Laon-Sud, Neufchâtel-sur-Aisne, Rozoy-sur-Serre, Sissonne.
- 2e circonscription : Le Catelet, Moy-de-l'Aisne, Saint-Quentin-Centre, Saint-Quentin-Nord, Saint-Quentin-Sud, Saint-Simon, Vermand.
- 3e circonscription : Aubenton, Bohain-en-Vermandois, La Capelle, Guise, Hirson, Marle, Le Nouvion-en-Thiérache, Ribemont, Sains-Richaumont, Vervins, Wassigny.
- 4e circonscription : Chauny, Coucy-le-Château-Auffrique, Soissons-Nord, Soissons-Sud, Tergnier, Vic-sur-Aisne.
- 5e circonscription : Braine, Charly, Château-Thierry, Condé-en-Brie, Fère-en-Tardenois, Neuilly-Saint-Front, Oulchy-le-Château, Vailly-sur-Aisne, Villers-Cotterêts.

À la suite du redécoupage des cantons de 2014, les circonscriptions ne sont plus composées de cantons entiers. Ainsi, les 17 communes du canton de Moÿ-de-l'Aisne, qui appartiennent toujours à la 2e circonscription, sont fusionnés dans le canton de Ribemont, qui était associé à la 3e circonscription dans son ancien découpage. Les circonscriptions continuent toutefois à être définies selon les limites cantonales en vigueur en 2010. Les circonscriptions sont ainsi composées des cantons actuels suivants :
- 1re circonscription : cantons de Laon-1, Laon-2, Marle (19 communes), Tergnier (sauf communes de Beautor, Liez, Mennessis et Tergnier), Vervins (30 communes) et Villeneuve-sur-Aisne, commune de Monampteuil.
- 2e circonscription : cantons de Bohain-en-Vermandois (18 communes), Ribemont (35 communes), Saint-Quentin-1, Saint-Quentin-2, Saint-Quentin-3.
- 3e circonscription : cantons de Bohain-en-Vermandois (13 communes), Guise, Hirson, Marle (46 communes), Ribemont (17 communes), Vervins (36 communes).
- 4e circonscription : cantons de Chauny, Soissons-1 (sauf commune de Vregny), Soissons-2 (sauf communes d'Acy, Serches et Sermoise) et Vic-sur-Aisne, communes de Beautor, Liez, Mennessis et Tergnier.
- 5e circonscription : cantons de Château-Thierry, Essômes-sur-Marne, Fère-en-Tardenois (sauf communes de Monampteuil) et Villers-Cotterêts, communes d'Acy, Serches, Sermoise et Vregny.